# 奈拜提耶区

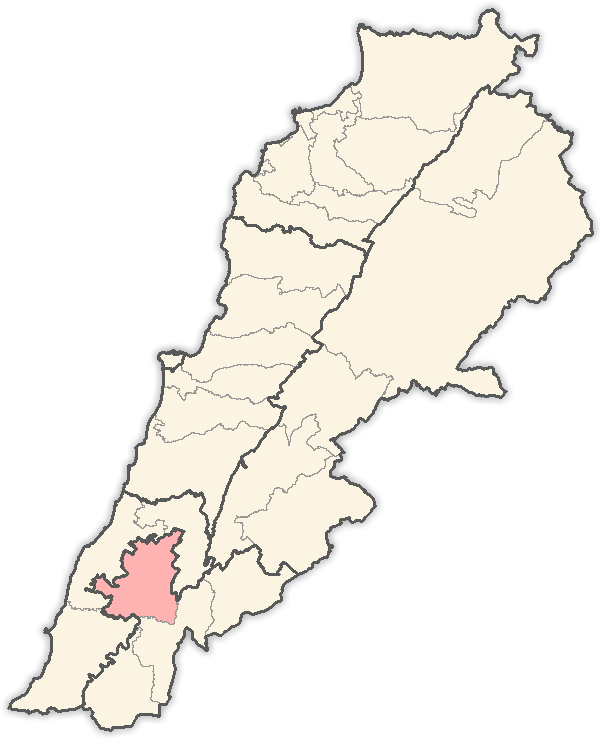

33°22′44″N 35°28′50″E / 33.37889°N 35.48056°E
奈拜提耶區（阿拉伯语：‎），是黎巴嫩奈拜提耶省的區份，位於該國東南部，首府設於奈拜提耶，面積220平方公里，2008年人口92,000，人口密度每平方公里418人。